# Georg Basner
Georg Basner (* 18. Juni 1905 in Neidenburg, Masuren; † nach 1958) war ein deutscher Bühnenschriftsteller und Theaterschaffender.

## Leben
Georg Basner war ein Schauspieler und Spielleiter und danach Lehrer beim Reichsarbeitsdienst. Nach 1934 verfasste er über ein Dutzend Bühnenwerke meistens politisch-historische Schau- und Volksspiele sowie 1935 eine Ballade und 1937 ein Drama.
Er trat zum 1. Mai 1933 der NSDAP bei (Mitgliedsnummer 2.040.646), kam nach Jüterbog in das Hanns-Kerrl-Lager (benannt nach Hanns Kerrl), eine Einrichtung des Bundes Nationalsozialistischer Deutscher Juristen (BNSDJ), der 1936 in Nationalsozialistischer Rechtswahrerbund umbenannt wurde. Im Juni 1937 schloss Georg Basner mit dem Lagerkommandanten Karl Hildebrandt einen festen Anstellungsvertrag ab. Ab dem Jahr 1937 wirkte er dort als Lehrgangsleiter und ab 1941 als kulturpolitischer Schulungsleiter.
Im Frühjahr 1950 engagierte er sich mit Wilhelm Schaub beim Bau des Kunsthauses am Passionstheater in Oberammergau. Im August 1951 wirkte er als Werbechef in der Kurstadt Baden-Baden bei dem Schönheitswettbewerb Miss Germany mit. Im selben Jahr stellte er als Regisseur bei Rees-Film in Schwäbisch Gmünd die Dokumentarfilme Große Woche und Miss Germany, über die Schönheitskönigin Vera Marks, fertig.
In der sowjetischen Besatzungszone ist Georg Basner im Februar 1946 in die Liste der auszusondernden Literatur mit dem Vermerk „NS-Schriftsteller“ eingetragen worden.

## Werke

### Dramen
- Vergessenes Heer. Eine dramatische Ballade in 5 Geschehnissen. Drei Masken Verlag, Berlin 1935. → Neuausgabe: Vergessenes Heer. Erzählung. Schwarzhäupter-Verlag, Leipzig 1937.
- Der Thron im Nebel. Drama. Theaterverlag Albert Langen und Georg Müller, Berlin 1936 und 1937.

### Schauspiele und Volksspiele
- Krieg am Galgenturm. Spiel von Banditen und Spießbürgern. Theaterverlag Albert Langen und Georg Müller, Berlin 1935 und 1940.
- Der Ritter. Ein Spiel vom starken Leben. Volksspiel. Theaterverlag Albert Langen und Georg Müller, Berlin 1937.
- Die freie Bauernschaft. Volksspiel. Theaterverlag Albert Langen und Georg Müller, Berlin 1937
- Tannenberg. Volksspiel. Theaterverlag Albert Langen und Georg Müller, Berlin 1938.
- Wind überm Sklavensee. Theaterverlag Albert Langen und Georg Müller, Berlin 1939.
- Der junge Blücher. Spiel der jungen Mannschaft. Theaterverlag Albert Langen und Georg Müller, Berlin 1939.
- Der Todfeind Flanderns. Schauspiel. Theaterverlag Albert Langen und Georg Müller, Berlin 1940.
- Der alte Mann. Schauspiel. Theaterverlag Albert Langen und Georg Müller, Berlin 1941.
- Wind überm Bärensee. Schauspiel. Theaterverlag Albert Langen und Georg Müller, Berlin 1943.
- Angeline. Schauspiel. Theaterverlag Albert Langen und Georg Müller, Berlin 1944.
- Der Herr von B. – Ein nicht ganz historisches Schauspiel. Thespis Verlag, Essen 1955.

### Publikationen
- mit Eugen Bargatzky, Wilfried Schneider: Baden-Baden 1951. Franz W. Wesel Verlag, Baden-Baden 1951
- mit Kristian Kraus: Das Buch der Glücksspiele. Athenäum Verlag, Bonn 1952.
- mit Fritz-Georg Münz: Schmalfilm-Drehbücher fix und fertig. Knapp Verlag, Düsseldorf 1957.
- mit Bernd Lohse, Niels Reuter: Photographie heute. Gesellschaft zur Förderung der Photographie e. V. (Hrsg.), Frankfurt am Main 1958.

## Filmografie
- 1951: Große Woche
- 1951: Miss Germany